# Пикабиш сециште
|   | a | b | c | d | e | f | g | h |   |
| 8 | f8 black rook · h8 black bishop · c7 black king · f7 black pawn · b6 white rook · d6 white rook · b5 white king · d5 black pawn · e5 black pawn · b4 black pawn · g4 black pawn · g3 white queen · e2 black pawn · e1 black knight | f8 black rook · h8 black bishop · c7 black king · f7 black pawn · b6 white rook · d6 white rook · b5 white king · d5 black pawn · e5 black pawn · b4 black pawn · g4 black pawn · g3 white queen · e2 black pawn · e1 black knight | f8 black rook · h8 black bishop · c7 black king · f7 black pawn · b6 white rook · d6 white rook · b5 white king · d5 black pawn · e5 black pawn · b4 black pawn · g4 black pawn · g3 white queen · e2 black pawn · e1 black knight | f8 black rook · h8 black bishop · c7 black king · f7 black pawn · b6 white rook · d6 white rook · b5 white king · d5 black pawn · e5 black pawn · b4 black pawn · g4 black pawn · g3 white queen · e2 black pawn · e1 black knight | f8 black rook · h8 black bishop · c7 black king · f7 black pawn · b6 white rook · d6 white rook · b5 white king · d5 black pawn · e5 black pawn · b4 black pawn · g4 black pawn · g3 white queen · e2 black pawn · e1 black knight | f8 black rook · h8 black bishop · c7 black king · f7 black pawn · b6 white rook · d6 white rook · b5 white king · d5 black pawn · e5 black pawn · b4 black pawn · g4 black pawn · g3 white queen · e2 black pawn · e1 black knight | f8 black rook · h8 black bishop · c7 black king · f7 black pawn · b6 white rook · d6 white rook · b5 white king · d5 black pawn · e5 black pawn · b4 black pawn · g4 black pawn · g3 white queen · e2 black pawn · e1 black knight | f8 black rook · h8 black bishop · c7 black king · f7 black pawn · b6 white rook · d6 white rook · b5 white king · d5 black pawn · e5 black pawn · b4 black pawn · g4 black pawn · g3 white queen · e2 black pawn · e1 black knight | 8 |
| 7 | f8 black rook · h8 black bishop · c7 black king · f7 black pawn · b6 white rook · d6 white rook · b5 white king · d5 black pawn · e5 black pawn · b4 black pawn · g4 black pawn · g3 white queen · e2 black pawn · e1 black knight | f8 black rook · h8 black bishop · c7 black king · f7 black pawn · b6 white rook · d6 white rook · b5 white king · d5 black pawn · e5 black pawn · b4 black pawn · g4 black pawn · g3 white queen · e2 black pawn · e1 black knight | f8 black rook · h8 black bishop · c7 black king · f7 black pawn · b6 white rook · d6 white rook · b5 white king · d5 black pawn · e5 black pawn · b4 black pawn · g4 black pawn · g3 white queen · e2 black pawn · e1 black knight | f8 black rook · h8 black bishop · c7 black king · f7 black pawn · b6 white rook · d6 white rook · b5 white king · d5 black pawn · e5 black pawn · b4 black pawn · g4 black pawn · g3 white queen · e2 black pawn · e1 black knight | f8 black rook · h8 black bishop · c7 black king · f7 black pawn · b6 white rook · d6 white rook · b5 white king · d5 black pawn · e5 black pawn · b4 black pawn · g4 black pawn · g3 white queen · e2 black pawn · e1 black knight | f8 black rook · h8 black bishop · c7 black king · f7 black pawn · b6 white rook · d6 white rook · b5 white king · d5 black pawn · e5 black pawn · b4 black pawn · g4 black pawn · g3 white queen · e2 black pawn · e1 black knight | f8 black rook · h8 black bishop · c7 black king · f7 black pawn · b6 white rook · d6 white rook · b5 white king · d5 black pawn · e5 black pawn · b4 black pawn · g4 black pawn · g3 white queen · e2 black pawn · e1 black knight | f8 black rook · h8 black bishop · c7 black king · f7 black pawn · b6 white rook · d6 white rook · b5 white king · d5 black pawn · e5 black pawn · b4 black pawn · g4 black pawn · g3 white queen · e2 black pawn · e1 black knight | 7 |
| 6 | f8 black rook · h8 black bishop · c7 black king · f7 black pawn · b6 white rook · d6 white rook · b5 white king · d5 black pawn · e5 black pawn · b4 black pawn · g4 black pawn · g3 white queen · e2 black pawn · e1 black knight | f8 black rook · h8 black bishop · c7 black king · f7 black pawn · b6 white rook · d6 white rook · b5 white king · d5 black pawn · e5 black pawn · b4 black pawn · g4 black pawn · g3 white queen · e2 black pawn · e1 black knight | f8 black rook · h8 black bishop · c7 black king · f7 black pawn · b6 white rook · d6 white rook · b5 white king · d5 black pawn · e5 black pawn · b4 black pawn · g4 black pawn · g3 white queen · e2 black pawn · e1 black knight | f8 black rook · h8 black bishop · c7 black king · f7 black pawn · b6 white rook · d6 white rook · b5 white king · d5 black pawn · e5 black pawn · b4 black pawn · g4 black pawn · g3 white queen · e2 black pawn · e1 black knight | f8 black rook · h8 black bishop · c7 black king · f7 black pawn · b6 white rook · d6 white rook · b5 white king · d5 black pawn · e5 black pawn · b4 black pawn · g4 black pawn · g3 white queen · e2 black pawn · e1 black knight | f8 black rook · h8 black bishop · c7 black king · f7 black pawn · b6 white rook · d6 white rook · b5 white king · d5 black pawn · e5 black pawn · b4 black pawn · g4 black pawn · g3 white queen · e2 black pawn · e1 black knight | f8 black rook · h8 black bishop · c7 black king · f7 black pawn · b6 white rook · d6 white rook · b5 white king · d5 black pawn · e5 black pawn · b4 black pawn · g4 black pawn · g3 white queen · e2 black pawn · e1 black knight | f8 black rook · h8 black bishop · c7 black king · f7 black pawn · b6 white rook · d6 white rook · b5 white king · d5 black pawn · e5 black pawn · b4 black pawn · g4 black pawn · g3 white queen · e2 black pawn · e1 black knight | 6 |
| 5 | f8 black rook · h8 black bishop · c7 black king · f7 black pawn · b6 white rook · d6 white rook · b5 white king · d5 black pawn · e5 black pawn · b4 black pawn · g4 black pawn · g3 white queen · e2 black pawn · e1 black knight | f8 black rook · h8 black bishop · c7 black king · f7 black pawn · b6 white rook · d6 white rook · b5 white king · d5 black pawn · e5 black pawn · b4 black pawn · g4 black pawn · g3 white queen · e2 black pawn · e1 black knight | f8 black rook · h8 black bishop · c7 black king · f7 black pawn · b6 white rook · d6 white rook · b5 white king · d5 black pawn · e5 black pawn · b4 black pawn · g4 black pawn · g3 white queen · e2 black pawn · e1 black knight | f8 black rook · h8 black bishop · c7 black king · f7 black pawn · b6 white rook · d6 white rook · b5 white king · d5 black pawn · e5 black pawn · b4 black pawn · g4 black pawn · g3 white queen · e2 black pawn · e1 black knight | f8 black rook · h8 black bishop · c7 black king · f7 black pawn · b6 white rook · d6 white rook · b5 white king · d5 black pawn · e5 black pawn · b4 black pawn · g4 black pawn · g3 white queen · e2 black pawn · e1 black knight | f8 black rook · h8 black bishop · c7 black king · f7 black pawn · b6 white rook · d6 white rook · b5 white king · d5 black pawn · e5 black pawn · b4 black pawn · g4 black pawn · g3 white queen · e2 black pawn · e1 black knight | f8 black rook · h8 black bishop · c7 black king · f7 black pawn · b6 white rook · d6 white rook · b5 white king · d5 black pawn · e5 black pawn · b4 black pawn · g4 black pawn · g3 white queen · e2 black pawn · e1 black knight | f8 black rook · h8 black bishop · c7 black king · f7 black pawn · b6 white rook · d6 white rook · b5 white king · d5 black pawn · e5 black pawn · b4 black pawn · g4 black pawn · g3 white queen · e2 black pawn · e1 black knight | 5 |
| 4 | f8 black rook · h8 black bishop · c7 black king · f7 black pawn · b6 white rook · d6 white rook · b5 white king · d5 black pawn · e5 black pawn · b4 black pawn · g4 black pawn · g3 white queen · e2 black pawn · e1 black knight | f8 black rook · h8 black bishop · c7 black king · f7 black pawn · b6 white rook · d6 white rook · b5 white king · d5 black pawn · e5 black pawn · b4 black pawn · g4 black pawn · g3 white queen · e2 black pawn · e1 black knight | f8 black rook · h8 black bishop · c7 black king · f7 black pawn · b6 white rook · d6 white rook · b5 white king · d5 black pawn · e5 black pawn · b4 black pawn · g4 black pawn · g3 white queen · e2 black pawn · e1 black knight | f8 black rook · h8 black bishop · c7 black king · f7 black pawn · b6 white rook · d6 white rook · b5 white king · d5 black pawn · e5 black pawn · b4 black pawn · g4 black pawn · g3 white queen · e2 black pawn · e1 black knight | f8 black rook · h8 black bishop · c7 black king · f7 black pawn · b6 white rook · d6 white rook · b5 white king · d5 black pawn · e5 black pawn · b4 black pawn · g4 black pawn · g3 white queen · e2 black pawn · e1 black knight | f8 black rook · h8 black bishop · c7 black king · f7 black pawn · b6 white rook · d6 white rook · b5 white king · d5 black pawn · e5 black pawn · b4 black pawn · g4 black pawn · g3 white queen · e2 black pawn · e1 black knight | f8 black rook · h8 black bishop · c7 black king · f7 black pawn · b6 white rook · d6 white rook · b5 white king · d5 black pawn · e5 black pawn · b4 black pawn · g4 black pawn · g3 white queen · e2 black pawn · e1 black knight | f8 black rook · h8 black bishop · c7 black king · f7 black pawn · b6 white rook · d6 white rook · b5 white king · d5 black pawn · e5 black pawn · b4 black pawn · g4 black pawn · g3 white queen · e2 black pawn · e1 black knight | 4 |
| 3 | f8 black rook · h8 black bishop · c7 black king · f7 black pawn · b6 white rook · d6 white rook · b5 white king · d5 black pawn · e5 black pawn · b4 black pawn · g4 black pawn · g3 white queen · e2 black pawn · e1 black knight | f8 black rook · h8 black bishop · c7 black king · f7 black pawn · b6 white rook · d6 white rook · b5 white king · d5 black pawn · e5 black pawn · b4 black pawn · g4 black pawn · g3 white queen · e2 black pawn · e1 black knight | f8 black rook · h8 black bishop · c7 black king · f7 black pawn · b6 white rook · d6 white rook · b5 white king · d5 black pawn · e5 black pawn · b4 black pawn · g4 black pawn · g3 white queen · e2 black pawn · e1 black knight | f8 black rook · h8 black bishop · c7 black king · f7 black pawn · b6 white rook · d6 white rook · b5 white king · d5 black pawn · e5 black pawn · b4 black pawn · g4 black pawn · g3 white queen · e2 black pawn · e1 black knight | f8 black rook · h8 black bishop · c7 black king · f7 black pawn · b6 white rook · d6 white rook · b5 white king · d5 black pawn · e5 black pawn · b4 black pawn · g4 black pawn · g3 white queen · e2 black pawn · e1 black knight | f8 black rook · h8 black bishop · c7 black king · f7 black pawn · b6 white rook · d6 white rook · b5 white king · d5 black pawn · e5 black pawn · b4 black pawn · g4 black pawn · g3 white queen · e2 black pawn · e1 black knight | f8 black rook · h8 black bishop · c7 black king · f7 black pawn · b6 white rook · d6 white rook · b5 white king · d5 black pawn · e5 black pawn · b4 black pawn · g4 black pawn · g3 white queen · e2 black pawn · e1 black knight | f8 black rook · h8 black bishop · c7 black king · f7 black pawn · b6 white rook · d6 white rook · b5 white king · d5 black pawn · e5 black pawn · b4 black pawn · g4 black pawn · g3 white queen · e2 black pawn · e1 black knight | 3 |
| 2 | f8 black rook · h8 black bishop · c7 black king · f7 black pawn · b6 white rook · d6 white rook · b5 white king · d5 black pawn · e5 black pawn · b4 black pawn · g4 black pawn · g3 white queen · e2 black pawn · e1 black knight | f8 black rook · h8 black bishop · c7 black king · f7 black pawn · b6 white rook · d6 white rook · b5 white king · d5 black pawn · e5 black pawn · b4 black pawn · g4 black pawn · g3 white queen · e2 black pawn · e1 black knight | f8 black rook · h8 black bishop · c7 black king · f7 black pawn · b6 white rook · d6 white rook · b5 white king · d5 black pawn · e5 black pawn · b4 black pawn · g4 black pawn · g3 white queen · e2 black pawn · e1 black knight | f8 black rook · h8 black bishop · c7 black king · f7 black pawn · b6 white rook · d6 white rook · b5 white king · d5 black pawn · e5 black pawn · b4 black pawn · g4 black pawn · g3 white queen · e2 black pawn · e1 black knight | f8 black rook · h8 black bishop · c7 black king · f7 black pawn · b6 white rook · d6 white rook · b5 white king · d5 black pawn · e5 black pawn · b4 black pawn · g4 black pawn · g3 white queen · e2 black pawn · e1 black knight | f8 black rook · h8 black bishop · c7 black king · f7 black pawn · b6 white rook · d6 white rook · b5 white king · d5 black pawn · e5 black pawn · b4 black pawn · g4 black pawn · g3 white queen · e2 black pawn · e1 black knight | f8 black rook · h8 black bishop · c7 black king · f7 black pawn · b6 white rook · d6 white rook · b5 white king · d5 black pawn · e5 black pawn · b4 black pawn · g4 black pawn · g3 white queen · e2 black pawn · e1 black knight | f8 black rook · h8 black bishop · c7 black king · f7 black pawn · b6 white rook · d6 white rook · b5 white king · d5 black pawn · e5 black pawn · b4 black pawn · g4 black pawn · g3 white queen · e2 black pawn · e1 black knight | 2 |
| 1 | f8 black rook · h8 black bishop · c7 black king · f7 black pawn · b6 white rook · d6 white rook · b5 white king · d5 black pawn · e5 black pawn · b4 black pawn · g4 black pawn · g3 white queen · e2 black pawn · e1 black knight | f8 black rook · h8 black bishop · c7 black king · f7 black pawn · b6 white rook · d6 white rook · b5 white king · d5 black pawn · e5 black pawn · b4 black pawn · g4 black pawn · g3 white queen · e2 black pawn · e1 black knight | f8 black rook · h8 black bishop · c7 black king · f7 black pawn · b6 white rook · d6 white rook · b5 white king · d5 black pawn · e5 black pawn · b4 black pawn · g4 black pawn · g3 white queen · e2 black pawn · e1 black knight | f8 black rook · h8 black bishop · c7 black king · f7 black pawn · b6 white rook · d6 white rook · b5 white king · d5 black pawn · e5 black pawn · b4 black pawn · g4 black pawn · g3 white queen · e2 black pawn · e1 black knight | f8 black rook · h8 black bishop · c7 black king · f7 black pawn · b6 white rook · d6 white rook · b5 white king · d5 black pawn · e5 black pawn · b4 black pawn · g4 black pawn · g3 white queen · e2 black pawn · e1 black knight | f8 black rook · h8 black bishop · c7 black king · f7 black pawn · b6 white rook · d6 white rook · b5 white king · d5 black pawn · e5 black pawn · b4 black pawn · g4 black pawn · g3 white queen · e2 black pawn · e1 black knight | f8 black rook · h8 black bishop · c7 black king · f7 black pawn · b6 white rook · d6 white rook · b5 white king · d5 black pawn · e5 black pawn · b4 black pawn · g4 black pawn · g3 white queen · e2 black pawn · e1 black knight | f8 black rook · h8 black bishop · c7 black king · f7 black pawn · b6 white rook · d6 white rook · b5 white king · d5 black pawn · e5 black pawn · b4 black pawn · g4 black pawn · g3 white queen · e2 black pawn · e1 black knight | 1 |
|   | a | b | c | d | e | f | g | h |   |

Тема Пикабиш сециште је проблемска тема из области проблемског шаха.
Дефиниција теме гласи: Међусобно сециште пешака и линијске фигуре (ловац) на истом пољу изазвано претњом. Теоријски је могуће сециште пешака и друге линијске фигуре (топ) и то је осамдесетих година обрађивао доајен српског проблемског шаха — Миливој С. Нешић, а то сециште у нашој терминологији носи назив „Нешићево сециште“.